# Anzu (khủng long)
Anzu là một chi khủng long, được Lamanna Sues Schachner & Lyson mô tả khoa học năm 2014.